# Коноплянка (Знаменский район)
Коноплянка — упразднённая деревня в Знаменском районе Тамбовской области. Находится на территории деревни Булгаково-Дергачёвка Покрово-Марфинского сельсовета.

## География
Находилась Коноплянка к северу от Булгаково-Дергачёвки, к югу от деревни Аносово, на реке Большая Липовица, запруженной возле селения.

## История
Список населенных мест Тамбовской губернии по сведениям 1862 года описывает владельческую деревню Тамбовского уезда 4-го стана Коноплянку, по правую сторону Воронежского транспортного тракта на г. Усмань, при речке Липовице.

## Население
На 1862 год	в 6 дворах 57 человек: 28 мужчин, 29 женщин.

## Инфраструктура
Личное подсобное хозяйство.
На предвоенной карте СССР обозначена мукомольня.

## Транспорт
Просёлочные дороги до Булгаково-Дергачёвки, Викентьевского, Аносово и Казаковки.